# Димитрис Долис
Димитрис Долис (на гръцки: Δημήτρης Δόλλης) е австралийски и гръцки политик от ПАСОК, гръцки заместник-министър на външните работи.

## Биография
Димитрис Долис е роден в западномакедонския Хрупища (на гръцки Аргос Орестико), Гърция в 1956 година. В 1971 година емигрира в Австралия. Учи политология в университета Монаш, а по-късно в Мелбърнския университет. Преподава в университета Латроуб.
Долис става член на Лейбъристката партия и става член на общински съвет, депутат от щата Виктория (1988-1999), министър в сянка и заместник-председател на партията.
В 1999 година се връща в Гърция и става генерален секретар за гърците в чужбина във външното министерство (1999-2003). От 2004 до 2009 е съветник на Георгиос Папандреу. В 2009 година се връща във външното министерство и от септември 2010 е заместник-министър на външните работи.
Долис е женен и има син и дъщеря.